# Cornish (volk)
De Cornish (Engels: Cornish; Cornisch: Kernowyon) zijn een etnische groep in het Verenigd Koninkrijk, afkomstig uit het ceremonieel graafschap Cornwall. De Keltische taal Cornisch bestond tot eind achttiende eeuw als gemeenschapstaal, maar werd daarna vervangen door het vanuit het oosten oprukkende Engels. In de twintigste eeuw geraakte het Cornisch weer enigszins in opkomst: de taal wordt door enkele honderden mensen vloeiend gesproken, en duizenden mensen hebben er een kleine kennis van.
Door sommige mensen worden de Cornish als Engelsen gezien. Dit is echter onjuist, omdat de Cornish van de Kelten afstammen, terwijl de Engelsen van de Normandiërs, Angevins, Poitevins en anderen uit het huidige West-Frankrijk afstammen, alsook van de Denen, Kelten, Romeinen en Angelsaksen. De verwarring is begrijpelijk omdat bovengenoemde etnische groepen in het Verenigd Koninkrijk zich onderling inmiddels aanzienlijk zijn gaan mengen, en dus moeilijk te onderscheiden zijn. Mensen beschouwen tegenwoordig Cornisch als een culturele identiteit.
Zoals veel emigranten uit het Verenigd Koninkrijk houden ook de Cornish vast aan hun tradities. Er zijn dan ook Cornische gemeenschappen in onder andere de Verenigde Staten, Australië en Canada. In Zuid-Australië is er bijvoorbeeld een Cornisch festival, de Kernewek Lowender.